# Ambazac
 Ambazac  (en occitano Embasac) es una población y comuna francesa, en la región de Lemosín, departamento de Alto Vienne, en el distrito de Limoges. Es el chef-lieu y mayor población del cantón de su nombre.

## Demografía
| 3004 | 3312 | 3655 | 3767 | 3929 | 4657 | 4889 | 4836 | 5349 |
| Para los censos de 1962 a 1999 la población legal corresponde a la población sin duplicidades (Fuente: INSEE [Consultar]) |      |      |      |      |      |      |      |      |

## Personajes vinculados
- Maurice Boitel (1919-2007), pintor,
- Albert Besson, (1896-1965), médico,
- Charles Gounod, (1818-1893), compositor,

## Hermanamientos

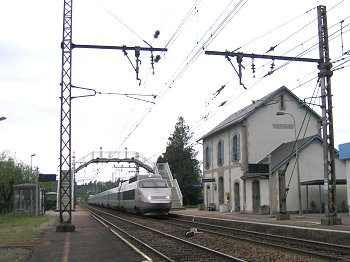
El TGV Brive-la-Gaillarde - Lille-Europe en la estación de Ambazac.

- Markt-Eckental  Alemania
- Soufflenheim (Bajo Rin) Francia